# Masochistic Devil Worship
Masochistic Devil Worship – drugi album studyjny polskiej grupy muzycznej Witchmaster. Wydawnictwo ukazało się w marcu 2002 roku nakładem wytwórni muzycznej Pagan Records. Nagrania zostały zarejestrowane 7 września oraz 22 i 23 listopada 2001 roku w białostockim Hertz Studio. Sesja odbyła się w składzie: Sebastian "Bastis" Grochowiak (śpiew), Krzysztof "Geryon" Włodarski (śpiew, gitara), Szymon "Shymon" (gitara basowa) oraz Zbigniew "Inferno" Promiński (perkusja).
W kwietniu 2003 roku płyta została wydana ponownie przez firmę Griffin Music. Album Masochistic Devil Worship został wydany także na płycie winylowej przez Pagan Records w nakładzie limitowanym do 500 egzemplarzy oraz przez firmę Agonia Records w nakładzie 200 egzemplarzy. Oprawę graficzną albumu wykonał Łukasz Jaszak, logo zespołu Christophe Szpajdel, natomiast okładkę namalował lider Witchmaster - Krzysztof Włodarski.

## Lista utworów
Opracowano na podstawie materiału źródłowego.
1. "Pain in Progress" (muz. Włodarski, Promiński) - 01:09
2. "Ultimate Satanic Sacrifice (muz. Włodarski, Promiński) - 02:17
3. "Obediance" (sł. Włodarski, muz. Włodarski, Promiński) - 03:24
4. "Blood Bondage Flagellation" (sł. Włodarski, muz. Włodarski, Promiński) - 02:10
5. "Masochistic Devil Worship" (sł. Włodarski, muz. Włodarski, Promiński) - 01:54
6. "W.U.R. 64" (muz. Włodarski, Promiński) - 00:44
7. "Necroslaughter" (muz. Włodarski, Promiński) - 02:05
8. "Death Fetish" (sł. Włodarski, muz. Włodarski, Promiński) - 02:14
9. "Fuck Off and Die" (sł. Włodarski, muz. Włodarski, Promiński) - 02:05
10. "Bitchmaster" (muz. Włodarski, Promiński) - 00:13
11. "Whipstruck Orgasm" (sł. Włodarski, muz. Włodarski, Promiński) - 03:28
12. "Goathorn Witchfuck" (sł. Włodarski, muz. Włodarski, Promiński) - 03:20
13. "Transgression" (sł. Włodarski, muz. Włodarski, Promiński) - 03:12
14. "Daemonomania" (muz. Włodarski, Promiński) - 04:00
15. "Satanic Lust" (cover Sarcófago) - 02:43
16. "Blasphemer" (cover Sodom) - 01:48